# Christophe Mecca
Christophe Mecca est un coiffeur français spécialisé dans les perruques pour drag queen ; il fait aussi lui-même du drag sous le pseudo The Arseniek.

## Carrière
Après un CAP coiffure réalisé à Aix-en-Provence durant lequel il rencontre des critiques en raison de son style trop peu conventionnel, il s'installe à Paris pour travailler dans le milieu du spectacle. il se spécialise ensuite dans la perruque à l'atelier lyonnais du Griffon. Christophe Mecca se destine initialement aux perruques pour le cinéma et en réalise pour des comédies musicales telles que Priscilla, folle du désert,. Il travaille d'abord pour la drag queen Ghost Elektra, puis Cookie Kunty et Kam Hugh, avant de réaliser des commandes pour des candidates de l'édition américaine de RuPaul's Drag Race, Miss Fame, Violet Chachki, Aquaria, Kim Chi et Detox,,.
Dans Drag Race France, il réalise notamment la perruque que porte Paloma lors de la finale de la saison 2 ainsi que l'ensemble des perruques de Kam Hugh,.
En plus du drag, il travaille pour les défilés de l’entreprise Yves Saint Laurent, Jean-Paul Gaultier, Louis Vuitton et Givenchy lors de la fashion week.
En plus de ses perruques, il se produit aussi lui-même en drag sous le pseudo The Arseniek. Ce nom, conçu avec Cookie Kunty, est un mot-valise composé d'un hommage à Arsène Lupin, une référence à l'arsenic, et le suffix en iek pour sonner Europe de l'Est et aux mythes vampiriques. Son style est à la croisé du mouvement club kids et de l'esthétique de l'aristocratie française du XVIIe siècle par l'utilisation d'un fond de teint blanc, poudré, et de mouches.

## Style
Christophe Mecca a de nombreuses sources d'inspiration : les cours royales du XVIIe siècle et notamment le travail de Léonard-Alexis Autié, auquel il emprunte l'usage du poil de yack dans ses perruques, mais aussi le punk, l'art asiatique, le futurisme, la mythologie, la science-fiction, les oiseaux et les créatures marines,,. En plus des cheveux, il utilise dans ses perruques du strass, des boules de cristal, de la tulle ou du métal,.
Son but est de créer des perruques qui font rêver, loin des grosses perruques en cheveu crêpé mais au contraire fortement structurées en utilisant la chaleur pour modeler la matière et la laque pour fixer la perruque dans sa forme définitive, reprenant des techniques développées lors du championnat du monde de coiffure ou qu'il met au point lui-même.
La qualité de son travail est tel que son nom est devenu une antonomase dans le milieu drag.

## Vie privée
Christophe Mecca est homosexuel et en couple avec le maquilleur et drag queen Kam Hugh.